# Bez słów...
Bez słów... – siódmy album studyjny pop-rockowego zespołu Łzy, wydany 13 maja 2011 roku. Zawiera trzynaście premierowych piosenek, wśród których znajdują się nastrojowe ballady i mocne rockowe kompozycje, zaśpiewanych przez nową wokalistkę Sarę Chmiel, wybraną spośród 600 kandydatek, które zgłosiły się na casting.
Album ukazał się również jako wydawnictwo dwupłytowe. Na drugiej płycie znalazło się jedenaście największych hitów zespołu, zaśpiewanych przez najbardziej utalentowane dziewczyny, które pojawiły się na castingu na wokalistkę Łez.

## Lista utworów
CD 1
1. "7 stóp pod ziemią"
2. "Tak nie będzie zawsze"
3. "Twoje serce, skraść chcę"
4. "Piosenka z aniołami"
5. "Czekam tyle dni, czekam"
6. "Bo każdej nocy"
7. "Moje szczęście, z tobą"
8. "Zatańcz ze mną, proszę"
9. "Ty na zawsze"
10. "Jeśli jeszcze wierzysz w miłość"
11. "Czy jeszcze kochasz mnie?"
12. "W tym znaku zapytania"
13. "Jedna myśl"

CD 2
1. "Puste słowa"
2. "Anastazja jestem"
3. "Gdybyś był"
4. "Oczy szeroko zamknięte"
5. "Aniele mój"
6. "Narcyz się nazywam"
7. "Opowiem wam jej historię"
8. "Niebieska sukienka"
9. "Twoja, ot tak"
10. "Agnieszka już dawno..."
11. "Jestem jaka jestem"

## Sprzedaż
| Oficjalna Lista Sprzedaży OLiS |    |    |    |    |    |    |    |    |    |    |    |    |    |    |    |    |    |    |    |    |    |    |    |    |    |
| Tydzień                        | 01 | 02 | 03 | 04 | 05 | 06 | 07 | 08 | 09 | 10 | 11 | 12 | 13 | 14 | 15 | 16 | 17 | 18 | 19 | 20 | 21 | 22 | 23 | 24 | 25 |
| Pozycja                        | 8  | –  | –  | –  | –  | –  | –  | –  | –  | –  | –  | –  | –  | –  | –  | –  | –  | –  | –  | –  | –  | –  | –  | –  | –  |